# Hypsirhophus
Hypsirhophus je pochybný rod stegosauridního ptakopánvého dinosaura, který žil v období pozdní jury (věky kimmeridž až tithon, asi před 155 až 145 miliony let) na území dnešního Colorada v USA. Fosilie tohoto čtyřnohého býložravce byly objeveny v sedimentech geologického souvrství Morrison (lokalita Garden Park, lom č. 3).

## Historie
Typový druh Hypsirophus discurus byl formálně popsán americkým paleontologem Edwardem D. Copem v roce 1878 na základě fosilií několika hrudních a ocasních obratlů a části žebra. V pozdější době se však začalo o vědecké platnosti (validitě) tohoto taxonu pochybovat a dnes je považován buď za mladší synonymum rodu Stegosaurus nebo za pochybný druh (nomen dubium). V roce 2010 však paleontologové Kenneth Carpenter a Peter Galton přišli s názorem, že se přece jen jedná o samostatný a tedy platný taxon, protože tvar a proporce obratlů se od stegosauřích mírně liší.

## Rozměry
Hypsirophus byl poměrně velikým stegosauridem, nepatřil ale mezi pět největších známých zástupců této čeledi ptakopánvých dinosaurů.